# Dirk Burghardt

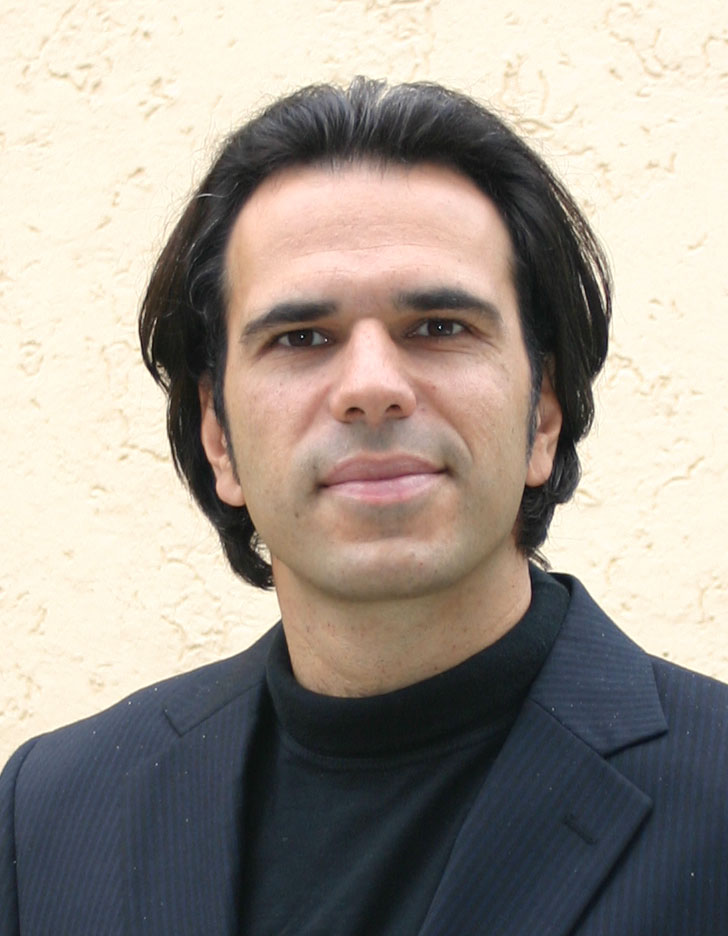
Dirk Burghardt

Dirk Burghardt (* 16. Februar 1969 in Karl-Marx-Stadt, DDR) ist ein deutscher Kartograf. 

## Leben
Nach Abschluss seines Physik-Studiums an der Technischen Universität Dresden im Jahre 1995 schloss Dirk Burghardt ein Qualifikationsstudium für die Promotion am Lehrstuhl für Mathematische Methoden in Geodäsie und Kartographie des Instituts für Planetare Geodäsie der Technischen Universität Dresden an, das er im Mai 2000 mit seiner Dissertation zum Thema Automatisierung der kartographischen Verdrängung mittels Energieminimierung abschloss. Anschließend trat er eine Stelle als Produktmanager beim schweizerischen Unternehmen Maptech AG an, für das er bereits seit Mai 1998 im Rahmen einer 50-%-Anstellung als Softwareentwickler tätig gewesen war. Hier arbeitete er bis zur Insolvenz des Unternehmens im September 2001 im Bereich der Forschung und Entwicklung zu Produkten für die Herstellung topografischer und thematischer Karten.
Von Januar 2002 bis Februar 2009 war Dirk Burghardt Oberassistent am Geographischen Institut, GIScience Center der Universität Zürich und leitete hier die Forschungsgruppe Kartographische Visualisierung mit drei Doktoranden und zwei Post-Doktoranden. Parallel dazu übernahm er von Oktober 2005 bis März 2006 die Lehrstuhlvertretung (W3-Professur) am Institut für Kartographie und Geoinformation der Universität Bonn, wo Lehre, Forschung und Verwaltung zu seinen Aufgaben zählten. Am 29. Mai 2008 habilitierte Dirk Burghardt zum Thema „Automated generalisation in digital and mobile cartography“ in Zürich und trat am 1. März 2009 die Professur für Kartographische Kommunikation am Institut für Kartographie der Technischen Universität Dresden an, die er bis heute innehat.
Zu den Schwerpunkten seiner Forschungstätigkeit zählen vor allem die Automatisierung von Produktions- und Aktualisierungsprozessen im Bereich der topografischen und thematischen Kartografie, die Entwicklung von Methoden zur mobilen und multimedialen Vermittlung von raum-zeitlichen Informationen sowie zur bidirektionalen Kommunikation unter Einbeziehung von nutzergenerierten Inhalten und Empirische Untersuchungen über die Eignung von verschiedenen kartografischen Darstellungstechniken und -methoden in Abhängigkeit vom Nutzungskontext.
Seit 2011 ist Dirk Burghardt Vorsitzender der Commission on Generalisation and Multiple Representation der International Cartographic Association (ICA).
Dirk Burghardt ist verheiratet und hat zwei Töchter und einen Sohn.

## Wichtigste Veröffentlichungen
- Cartographic displacement using the snakes concept. In: Wolfgang Förstner, Lutz Plümer (Herausgeber): Semantic Modelling for the Acquisition of Topographic Information form Images and Maps; Birkhäuser Verlag, Basel 1997 (zusammen mit Siegfried Meier); Seiten 59–71
- Generalization Services on the Web. A Classification and an Initial Prototype Implementation. In: Cartography and Geographic Information Service 32 (4), 2005 (zusammen mit Moritz Neun und Robert Weibel); Seiten 257–268
- Mesh Simplification for Building Typification. In: International Journal of Geographical Information Science 21 (3), 2007 (zusammen mit Alessandro Cecconi); Seiten 283–298
- Relation Modelling within Multiple Representation Databases and Generalisation Services. In: The Cartographic Journal 47 (3), 2010 (zusammen mit Ingo Petzold und Matthias Bobzien); Seiten 238–249
- Investigation And Development Of Mobile Touristic Applications. In: Lecture Notes in Geoinformation and Cartography. 8th International Symposium on Location-Based Services; Springer 2011 (zusammen mit Eva Hauthal); Seiten 267–282
- Comparison of evaluation methods for field-based usability studies of mobile map applications. In: Proceedings of 25th International Cartographic Conference; Paris 2011 (zusammen mit Karolin Wirth)
- Bibliografie Dirk Burghardt

## Weitere Quellen
- Dirk Burghardt: Lebenslauf

| Personendaten    | Personendaten        |
| ---------------- | -------------------- |
| NAME             | Burghardt, Dirk      |
| KURZBESCHREIBUNG | deutscher Kartograf  |
| GEBURTSDATUM     | 16. Februar 1969     |
| GEBURTSORT       | Karl-Marx-Stadt, DDR |